# رکن‌الدین صائن وزیر
رکن‌الدین صائن وزیر سلطان ابوسعید بهادرخان در زمان حکومت ایلخانان مغول بود. وی اصالتاً اهل فسا در فارس بود و جدش ضیاءالملک، امیر سپاه سلطان جلال‌الدین خوارزمشاه بود که در آخرین شکست، به همراه وی عازم هندوستان شد و پس از مدتی اقامت به ایران مراجعت کرد.
رکن‌الدین ابتدا حکومت واسط را داشت سپس وارد دستگاه امیرچوپان شد و به کارهای درباری پرداخت و سرانجام به وزارت رسید. وی به کمک و مساعدت امیر چوپان، بعد از وفات خواجه علیشاه گیلانی، در سال ۷۲۵ هجری قمری، به وزارت سلطان ابوسعید بهادرخان رسید و ملک نصرت‌الّدین عادل لقب گرفت. اما در دورهٔ وزارت، حقوق امیرچوپان را پاس نداشت و در حق او سعایت بسیار کرد. عاقبت امیرچوپان به بهانهٔ ضبط ولایت خراسان او را همراه خود به آنجا برد و وقتی از قتل دمشق خواجه فرزند خود اطلاع یافت، این امر را به اشارهٔ رکن‌الدین دانست و او را در خراسان به قتل رسانید.